# Józef Frąk
Józef Frąk (spotykana również pisownia Fronk) (ur. 1 sierpnia 1895 w Żuku Nowym, zm. 21 listopada 1961 w Wołowie) – polski działacz francuskiego ruchu komunistycznego, członek ruchu oporu we Francji.
Pochodził z chłopskiej rodziny Piotra, w 1921 odbył służbę wojskową. W 1923, po bezskutecznym poszukiwaniu pracy wyjechał do Francji, gdzie został górnikiem w Montigny-en-Gohelle. Od 1924 działacz Confédération générale du travail unitaire (CGTU) i FPK. W 1929 skierowany przez FPK do pracy w Confédération générale du travail (CGT), wkrótce został wybrany prezesem sekcji w Montigny-en-Gohelle. Podczas okupacji brał udział w ruchu oporu, szczególnie aktywny w organizaowaniu strajku górników północnej Francji w maju 1941. Wstąpił wówczas do Wolnych Strzelców i Partyzantów Francuskich (Francs-Tireurs et Partisans Francais – FTPF). Od stycznia 1942 odpowiedzialny za FTPF w Pas-de-Calais, przeprowadził kilka akcji bojowych. 13 kwietnia 1943 aresztowany, skazany na rok więzienia i zesłany do obozu koncentracyjnego w Rottenburgu. W maju 1944 zwolniony, wrócił do Francji i został komendantem 7 pułku Milicji Obywatelskiej i brał udział w wyzwalaniu Francji. W styczniu 1946 wstąpił do sekcji PPR we Francji. W lipcu 1946 wziął udział w Zjeździe Związku Polaków – byłych Uczestników Ruchu Oporu, na którym został wybrany skarbnikiem Zarządu Głównego. W 1948 wrócił do kraju, osiadł w Białym Kamieniu, a w grudniu 1950 w Wołowie. Pracował w aparacie partyjnym. Sekretarz organizacji terenowej Polskiej Zjednoczonej Partii Robotniczej w Białym Kamieniu i prezes ZBoWiD. Od 1951 członek Komitetu Powiatowego (KP) PZPR w Wołowie i I sekretarz Komitetu Miejskiego (KM). Od lutego 1955 II sekretarz KM. Po 1957 w związku z pogarszającym się stanem zdrowia wycofał się z aktywnej działalności w instancjach partyjnych. Odznaczony Orderem Krzyża Grunwaldu III klasy i francuskim Krzyżem Wojennym (Croix de Guerre avec l'Etoile). Pochowany na cmentarzu komunalnym w Wołowie.